# Ловенциці (Нижньосілезьке воєводство)
Ловенциці (пол. Łowęcice, нім. Lobetinz) — село в Польщі, у гміні Менкіня Сьредського повіту Нижньосілезького воєводства.
Населення — 149 осіб (2011).
У 1975-1998 роках село належало до Вроцлавського воєводства.

## Демографія
Демографічна структура станом на 31 березня 2011 року:
|          | Загалом | Допрацездатний вік | Працездатний вік | Постпрацездатний вік |
| -------- | ------- | ------------------ | ---------------- | -------------------- |
| Чоловіки | 72      | 16                 | 52               | 4                    |
| Жінки    | 77      | 15                 | 44               | 18                   |
| Разом    | 149     | 31                 | 96               | 22                   |